# 1983年上沃尔特政变
1983年8月4日，上沃尔特共和国（今布基纳法索）发生军事政变。这次政变又称八月革命（法語：Révolution d'août）、八四革命或布基纳法索革命。政变由托马斯·桑卡拉和布莱斯·孔波雷所领导的军队激进分子发动，以反对让-巴蒂斯特·韦德拉奥果政府。

## 背景

### 1982年政变与拯救人民委员会
1980年，赛耶·泽博上校通过政变控制了上沃尔特共和国，建立了一个军民混合政权。随着时间的推移，军队中年长、保守的高级军官和年轻、激进的左派初级军官都被边缘化。1982年11月7日，保守派和左派在保守派上校布里埃尔·索梅·约里安的领导下联合发动政变，推翻了泽博。士兵们随后成立了拯救人民委员会（CSP），一个由军官、军士和士兵组成的120人的管理机构。两天后，委员会选举让-巴蒂斯特·韦德拉奥果少校为总统。他是CSP中左派激进派和保守派之间妥协的结果。据韦德拉奥果说，激进派的托马斯·桑卡拉上尉本应掌权，但在最后退出，导致其他军官选择了他担任主席，因为他的军衔较高，但用他的话说，"违背了我的意愿"。与桑卡拉不同，韦德拉奥果缺乏政治经验和民众支持，很快就被CSP的左派成员认为是同情法国政策的保守派。然而，媒体认为韦德拉奥果和桑卡拉的目标是一致的，并称他们为“连体双胞胎”。
11月21日，韦德拉奥果宣布CSP将在两年内恢复宪政和文职政权。五天后，CSP成立了正式政府。韦德拉奥果是内阁中唯一的军人，除了担任总统外，还被任命为国防和退伍军人事务部部长。总之，CSP实际控制了政府，而韦德拉奥果只是个傀儡。工会和新闻自由在泽博的统治下受到限制，而新政府则恢复了这些自由。CSP于1983年1月选举桑卡拉为总理，实际上制衡了韦德拉奥果的权力。

### 韦德拉奥果和桑卡拉的矛盾
与此同时，桑卡拉正在访问各个共产主义和社会主义国家，上沃尔特社会流传着谣言称，CSP将会采取激进的左派治理方式，并征用小企业。为了减轻人们的担忧，韦德拉奥果对上沃尔特雇主全国委员会的成员说：“私人的主动性将得到保持……你们是国家经济活动的主要动力。”桑卡拉以利比亚作为他访问的终点。在他回来后不久，一架利比亚运输机降落在瓦加杜古机场，引发了在上沃尔特建立亲利比亚政权的阴谋论。韦德拉奥果向民众保证，这是“一次例行访问，一种礼节性的拜访，我认为我们不应试图看到除此之外的东西”，并表示“不应谈论建立上沃尔特民众国”。3月26日，韦德拉奥果和桑卡拉在首都举行了一次会议，他们开始出现分歧。当天，CSP在市内组织了一次大型集会，韦德拉奥果的温和演讲远不如桑卡拉的激进言论受到热烈欢迎。
任期中，韦德拉奥果发现自己无法调和CSP的保守派和激进派，他们之间的分歧导致了政治僵局。1983年5月14日，CSP在博博迪乌拉索镇召开会议。一群人聚集在一起，听取委员会的信息。桑卡拉一直讲到黄昏，因其成员急于打破他们的斋月斋戒，人群大多散去。相反，没有听众来听韦德拉奥果的演讲，桑卡拉似乎有意羞辱他。第二天，韦德拉奥果会见了法国总统弗朗索瓦·密特朗的高级非洲事务顾问盖·佩内。5月16日，他清洗了政府中的亲利比亚和反法分子，解散了CSP，并逮捕了桑卡拉和其他一些重要官员。在解释清洗激进分子的原因时，他说：“这是一个意识形态的问题……我们在一步一步地遵循爱国发展联盟的方案，而这个方案是要把我们引向一个共产主义社会。”他再次会见了佩内，佩内承诺他的政府将从法国获得大量的财政援助。一名军官布莱斯·孔波雷躲过了追捕，逃到了桑卡拉以前所在的波城，并开始组织抵抗。随后几天，瓦加杜古爆发了支持桑卡拉的大规模示威活动。韦德拉奥果的政治地位很弱，他的左翼对手组织严密，而韦德拉奥果与所谓他代表的保守派没有可靠的联系，只能真正依靠他以前在帕布雷小神学院的少数几个同学的支持。他意识到动武没有什么用处，于是试图通过安抚对手来解决这个问题。
5月27日，韦德拉奥果发表讲话，承诺迅速恢复文官统治并释放政治犯。他还宣布在6个月内起草新宪法，并举行他不参加的选举。他还认为军队进一步政治化是危险的，会加剧内战威胁，因此他警告说，任何被发现参与政治的士兵都将受到谴责。他指出，老一代的政治家已经名誉扫地，应该退休，他宣布“爱国者”和“有责任感和国家现实的新人”应当担任国家的领导。韦德拉奥果最后表示，他希望上沃尔特青年能够避免党派政治的束缚。几天后，他释放了被看守软禁的桑卡拉。在局势恶化的同时，韦德拉奥果加速执行他的目标，解放了泽博政权关押的许多政治犯。然而，他将政治改造的范围扩大到了亚梅奥果，这使他与亚梅奥果曾压制过的许多政治家对立起来。桑卡拉很快被再次逮捕，但在孔波雷部队的压力下，又被释放。6月4日，韦德拉奥果将一些支持桑卡拉的部长从他的政府中除名。

## 政变过程
紧张局势继续加剧，直到8月4日孔波雷发动政变。根据一些说法，孔波雷的部队是在收到报告说索梅·约里安计划推翻韦德拉奥果，夺权并杀死桑卡拉及其盟友后才采取行动的。孔波雷在波城动员了250名伞兵，向瓦加杜古进军。他们在下午与一群武装平民一起离开，并从一家加拿大建筑公司夺取了卡车，使他们能够快速前进。与此同时，韦德拉奥果咨询了他的参谋长，后者建议他通过谈判结束与桑卡拉的政治冲突。韦德拉奥果于19:00在他的住所接待了桑卡拉，并提出辞职，“以促进建立一个一致的过渡政府”。桑卡拉同意这一提议，但要求推迟几小时，以便他能与孔波雷讨论。他于20:30出发，但未能通知孔波雷或其他政变者休战。大约在同一时间，伞兵渗入首都并开始占领整个战略要地，对电台、吉亚姆营（陆军装甲分队所在地）和宪兵队总部发起攻击。平民对政变部队给予了帮助，为他们提供方向并切断了首都的电线。
在韦德拉奥果的住所，总统卫队的人在投降前与政变者激烈交火。孔波雷在22点左右赶到现场，一小时后桑卡拉也赶到了。后者向韦德拉奥果通报了“革命”的情况，并提出将他和他的家人流放。韦德拉奥果回答说，他宁愿在新政权下留在国内。然后他被带到总统府过夜。据报道，这次政变共造成13人死亡，15人受伤，其中包括6名法国公民。
桑卡拉成为了上沃尔特的新总统。他建立了一个全国革命委员会（CNR），一个主要由民粹主义的下级军官以及爱国发展联盟和共产主义联盟的成员组成的管理机构。桑卡拉在国家电台发表讲话，宣布推翻CSP，说政变的目的是“将……权力从与帝国主义勾结的上沃尔特资产阶级手中转移到人民手中”。他还宣布，全国革命委员会将“清算帝国主义的统治”，并要求成立“保卫革命委员会”来达成这一目标。讲话以法语、莫西语和古龙西语多次播放。宵禁短暂实行，瓦加杜古机场被关闭，边境也被封锁。

## 后续

### 韦德拉奥果
桑卡拉承诺给予韦德拉奥果“人道主义”关怀。8月5日晚，韦德拉奥果被囚禁在波城的军营里。8月25日，他被开除军籍。1985年8月4日，韦德拉奥果获得宽大处理，回到医疗工作，在亚尔加多-韦德拉奥果医院工作。然而，桑卡拉政权仍然监视着他的活动，并限制他重新进入军队。韦德拉奥果宣布他不会在政治上发挥积极作用，从此，他对参与公共事务失去了兴趣。

### 国外反应
利比亚官方通讯社——民众通讯社赞扬了这次政变。8月6日，利比亚领导人穆阿迈尔·卡扎菲向桑卡拉表达正式祝贺，并派出一架飞机援助上沃尔特。政变发生时，利比亚在与乍得的冲突中参与度越来越高，引起了尼日尔和科特迪瓦的担忧，将这次政变认为是卡扎菲策划的行动。桑卡拉在接受一家法国电台采访时说：“我很遗憾，我们被认为是卡扎菲的棋子。卡扎菲上校是一位能够解决国家问题的国家元首。但利比亚不是上沃尔特，桑卡拉上尉也不是卡扎菲上校。利比亚肯定有很多值得学习的地方，但我们不能照搬他们的经验，这就是为什么不能说我们是棋子。”为了消除顾虑，桑卡拉向象牙海岸总统费利克斯·乌弗埃-博瓦尼发了一封邮件，表示希望“巩固他们国家之间的传统友谊和合作”。新政权与利比亚、加纳、苏联和阿尔巴尼亚建立了友好关系，而法国和美国则逐渐忽视了它。

### 全国革命委员会
政变次日，全国革命委员会发布了法令，将全国重组为30个省。8月9日，桑卡拉解散了韦德拉奥果内阁，要求高级公务员在任命新部长之前负责各自的部门。军事总参谋部被解散，取而代之的是让-巴蒂斯特·布卡里·林加尼少校领导的新的高级指挥部。当晚，保守派士兵试图发动反政变，在瓦加杜古对桑卡拉的住所、一家电台以及索梅·约里安和一名伞兵指挥官菲德勒·格布雷被关押的地方发起了三方攻击。桑卡拉的两名警卫受伤，而索梅·约里安和格布雷在试图逃跑时被枪杀。政变后的几个月里，夜间宵禁仍然实行，访问上沃尔特的外国人会被搜查并被询问来意。
政变后，上沃尔特进入了一段社会转型期。很快，桑卡拉总统更改国名为布基纳法索，并致力于发展国家进入社会主义。他执政了四年，直到1987年10月15日，孔波雷对他发动了一场成功的政变。孔波雷在布基纳法索执政到2014年，布基纳法索爆发起义，迫使他逃离该国。